# Clinchamps-sur-Orne
Clinchamps-sur-Orne is een plaats en voormalige gemeente in het Franse departement Calvados in de regio Normandië en telt 969 inwoners (1999). De plaats maakt deel uit van het arrondissement Caen.

## Geschiedenis
Clinchamps-sur-Orne maakte tot 22 maart 2015 deel uit van het kanton Bourguébus. Toen het kanton werd opgeheven werd de gemeente ingedeeld bij het aangrenzende kanton Évrecy. Op 1 januari 2017 fuseerde Clinchamps-sur-Orne met Laize-la-Ville tot de commune nouvelle Laize-Clinchamps.

## Geografie
De oppervlakte van Clinchamps-sur-Orne bedraagt 6,4 km², de bevolkingsdichtheid is 151,4 inwoners per km².
De onderstaande kaart toont de ligging van Clinchamps-sur-Orne met de belangrijkste infrastructuur en aangrenzende gemeenten.

## Demografie
Onderstaande figuur toont het verloop van het inwonertal (bron: INSEE-tellingen).
Vanwege een beveiligingsprobleem met de MediaWiki Graph-software is het momenteel niet mogelijk deze grafiek weer te geven. Zodra de software is bijgewerkt zal de grafiek vanzelf weer zichtbaar worden.
1. ↑  Populations légales 2018.